# OverClocked ReMix
OverClocked ReMix（オーバークロックド リミックス）とは、ゲームの音楽をアレンジしたものを視聴または投稿・配信するウェブサイトである。略称：OC Remix。

## 歴史
1999年12月にDavid W. Lloyd (djpretzel)によって設立された。2002年に最初のリミックス曲が投稿されて以来、現在もほぼ毎日新曲が投稿されている。海外ではテレビや雑誌にも取り上げられており、有名となっている。

## 概要
ジャンルを問わずに、様々なゲームのBGMのアレンジ曲があり、それらを聴いたりダウンロードしたりできる。2012年時点でリミックス曲を作っている人は、500人以上おり、リミックス曲は2000曲以上存在する。また、リミックス曲はディスコ系が多いが、他にも様々なジャンルにアレンジされている。一部には、歌詞がついている物も存在する。また、リミックス曲が溜まると、アルバムが作られたりもする。また、djpretzelによるゲーム作曲家本人とのインタビューなども掲載している。

## アルバム
- Relics of the Chozo（スーパーメトロイド、2003年）
複数のリミキサーによって制作された記念すべき第1作目のアルバムである。
- Kong in Concert（スーパードンキーコング、2004年）
- Rise of the Star（星のカービィ 夢の泉の物語、2005年）
- Voices of the Lifestream（ファイナルファンタジーVII、2007年）
- Echoes of Betrayal, Light of Redemption（ファイナルファンタジーIV、2009年）
- Serious Monkey Business（スーパードンキーコング2、2010年）
- The Fabled Warriors ~I. WIND~（ファイナルファンタジーV、2010年）
- Threshold of a Dream（ゼルダの伝説 夢をみる島、2010年）
- The Robot Museum（ロックマンシリーズ、2011年）
- The Sound of Speed（ソニック・ザ・ヘッジホッグ、2011年）
- Back in Blue（ロックマン9 野望の復活!!、2011年）
- 25YEARLEGEND（ゼルダの伝説シリーズ、2011年）
- Maverick Rising（ロックマンXシリーズ、2012年）
- Double the Trouble!（スーパードンキーコング3、2012年）

など。この内、スーパードンキーコング2のアルバム「Serious Monkey Business」の最後にはこのゲームのBGM作曲者であるDavid Wise、Grant Kirkhope、Robin Beanlandらが手がけたリミックス曲が入っている事でも有名である。